# 夏野了
《夏野了》是中國男歌手王源的第2張錄音室專輯，於2021年6月16日開始於數位音樂平台下載。
收錄四個篇章共8首歌，每個篇章2首，篇章「Whisper」、「Whim」、「Serendipity」為獨唱，最後篇章「Ignition」則是與不同音樂人的合作歌曲。專輯概念為活出自己的顏色，如同夏季一般，釋放熱力和能量。
2021月12月15日預售實體專輯初回限定盤，限定盤兩萬張搶購一空，盛傳有部分黃牛倒賣情事，王源工作室立即決定開放二售加印版，12月18日開放預購限時不限量，與初回限定盤不同之處在於沒有顯示專輯編號。
實體專輯入選QQ音樂平台推薦2021年必聽的100張專輯之一。
由騰訊音樂娛樂集團召開的2021年第四季度財報電話會議中，提及《夏野了》實體專輯銷量超過26萬張，特別作為成功典型範例。

## 曲目
| 曲序     | 曲目                           |                                            | 作曲                                          | 编曲                                | 时长  |
| -------- | ------------------------------ | ------------------------------------------ | --------------------------------------------- | ----------------------------------- | ----- |
| 1.       | 流星也為你落下來了             | 陳令韜 王源 鄧波兒                         | 王源 陳令韜                                   | 陳令韜 赫連長泓 楊雲翔 大肥貓BF Cat | 3:00  |
| 2.       | 一些悲傷又美好的事             | 王源                                       | 王源                                          | 王源 王春                           | 2:53  |
| 3.       | 瘋人公園                       | 段思思                                     | 王源 Sihan                                    | Sihan                               | 3:13  |
| 4.       | 飄                             | 王源                                       | 王源 BowAsWell Leo1Bee                        | BowAsWell                           | 3:43  |
| 5.       | 你的名字是世界瞞著我最大的事情 | 王源                                       | 王源 陳令韜 王天放                            | 丁培峰                              | 4:56  |
| 6.       | 希望你聽懂的歌能越少越好       | 王源                                       | 王源                                          | 鄭楠                                | 3:32  |
| 7.       | HOME（歸）                     | MARSHALL 王源 GEN NEO梁根榮 AMOS ANG阿莫斯 | HENRY劉憲華 王源 GEN NEO梁根榮 AMOS ANG阿莫斯 | GEN NEO梁根榮 AMOS ANG阿莫斯        | 3:53  |
| 8.       | 洄（By Now）                   | 李佳隆 王源                                | 李佳隆 王源 陳令韜                            | 陳令韜 TIM姜皓天                    | 3:27  |
| 总时长： | 总时长：                       | 总时长：                                   | 总时长：                                      | 总时长：                            | 29:02 |

## 外部連結
- 夏野了EP （页面存档备份，存于）在Spotify的頁面
- 夏野了EP （页面存档备份，存于）在KKBOX的頁面
- 夏野了EP （页面存档备份，存于）在Apple Music的頁面
- 夏野了EP （页面存档备份，存于）在YouTube Music的頁面
- 夏野了EP （页面存档备份，存于）在iTunes Store的頁面
- 夏野了EP （页面存档备份，存于）在QQ音乐的頁面
- 夏野了EP （页面存档备份，存于）在酷狗音乐的頁面